# Bouira (provins)

Bouiras provins i Algeriet

Bouira (arabiska: ولاية البويرة) är en provins (wilaya) i norra Algeriet. Provinsen har 694 750 invånare (2008). Bouira är huvudort.

## Administrativ indelning
Provinsen är indelad i 12 distrikt (daïras) och 45 kommuner (baladiyahs).